# 弗拉迪米爾·列寧之死和國葬
1924年1月21日18时50分（欧洲东部时间），十月革命领袖、苏联第一任领导人和创始人弗拉基米尔·列宁昏迷后在高尔基逝世，享年53岁。 官方资料认为列宁死于一种无法治愈的血管疾病。1月27日，苏联为列宁举行国葬，遗体后被移入苏方特别设立的一处陵寝。 苏共中央的一个委员会负责组织葬礼。

## 葬礼过程
1月23日，运载列宁遗体的火车从高尔基运到莫斯科，遗体在工会大厦的立柱厅供民众瞻仰三日。1月27日，列宁的遗体在武乐的伴奏下运达红场。聚集的人群聆听了米哈伊尔·加里宁、格里高利·季诺维耶夫和约瑟夫·斯大林的一系列演讲，而当时在高加索疗养的列昂·托洛茨基未能参与。托洛茨基在事后称斯大林给了他错误的葬礼日期。之后，遗体被放置在克里姆林宫城墙旁的一座临时木制陵墓（不久后被列宁墓取代）的拱顶中。尽管气温极低，仍有数万人参与葬礼。 
在娜杰日达·克鲁普斯卡娅的抗议下，列宁遗体经防腐处理以便在红场陵墓长期公开展示。 莫斯科卫戍区司令官下令在陵墓设置仪仗队，俗称“第一哨”。在防腐过程中，防腐人员摘除了列宁的大脑；1925年，苏方设立研究所对其遗体进行解剖，发现列宁患有重度硬化症。

## 后苏联时期
列宁逝世后，应大量苏联民众请求，列宁的遗体经苏联政府有关机构做防腐处理后被安放在列宁墓的水晶棺材之中。由于当时技术限制加之防护不力等原因影响，截至目前，列宁墓安放的供民众瞻仰的列宁遗体只剩下头部，剩下的部分已用义肢代替。1991年，苏联解体。1993年俄罗斯宪政危机后，列宁墓的仪仗队被解散。但至今为止俄罗斯政府仍然投入大量人力物力保护列宁墓及其内安放的列宁遗体。俄罗斯总统普京一直以来也强烈反对俄罗斯部分议员提出的将列宁遗体完全埋葬的提议。2018年，俄罗斯国会议员弗拉基米尔·彼得罗夫建议在2024年（此时为列宁逝世一百周年）埋葬列宁遗体，因为将遗体安置在陵墓中大量消耗国家预算，并提议用蜡或橡胶模型代替。

## 图集

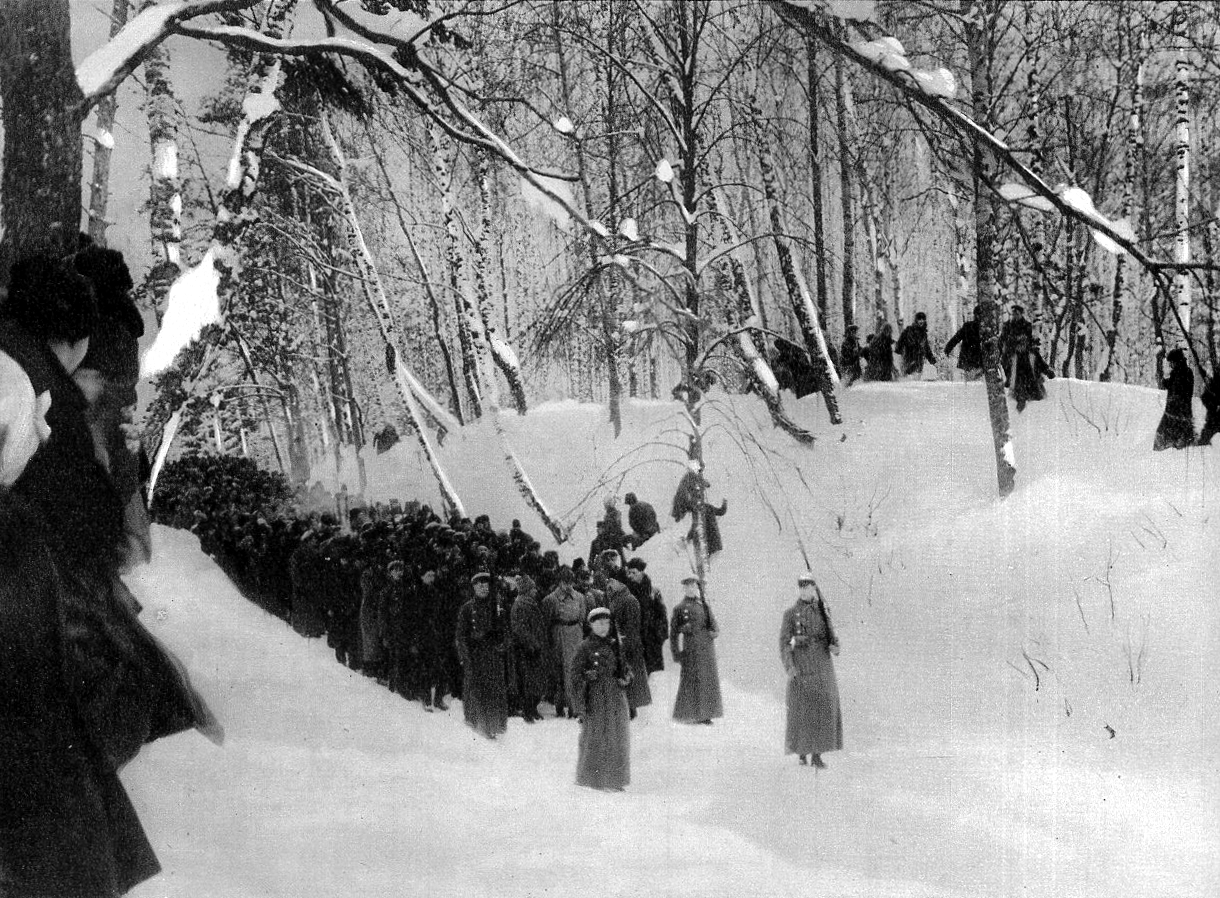
列宁遗体移往高尔基火车站
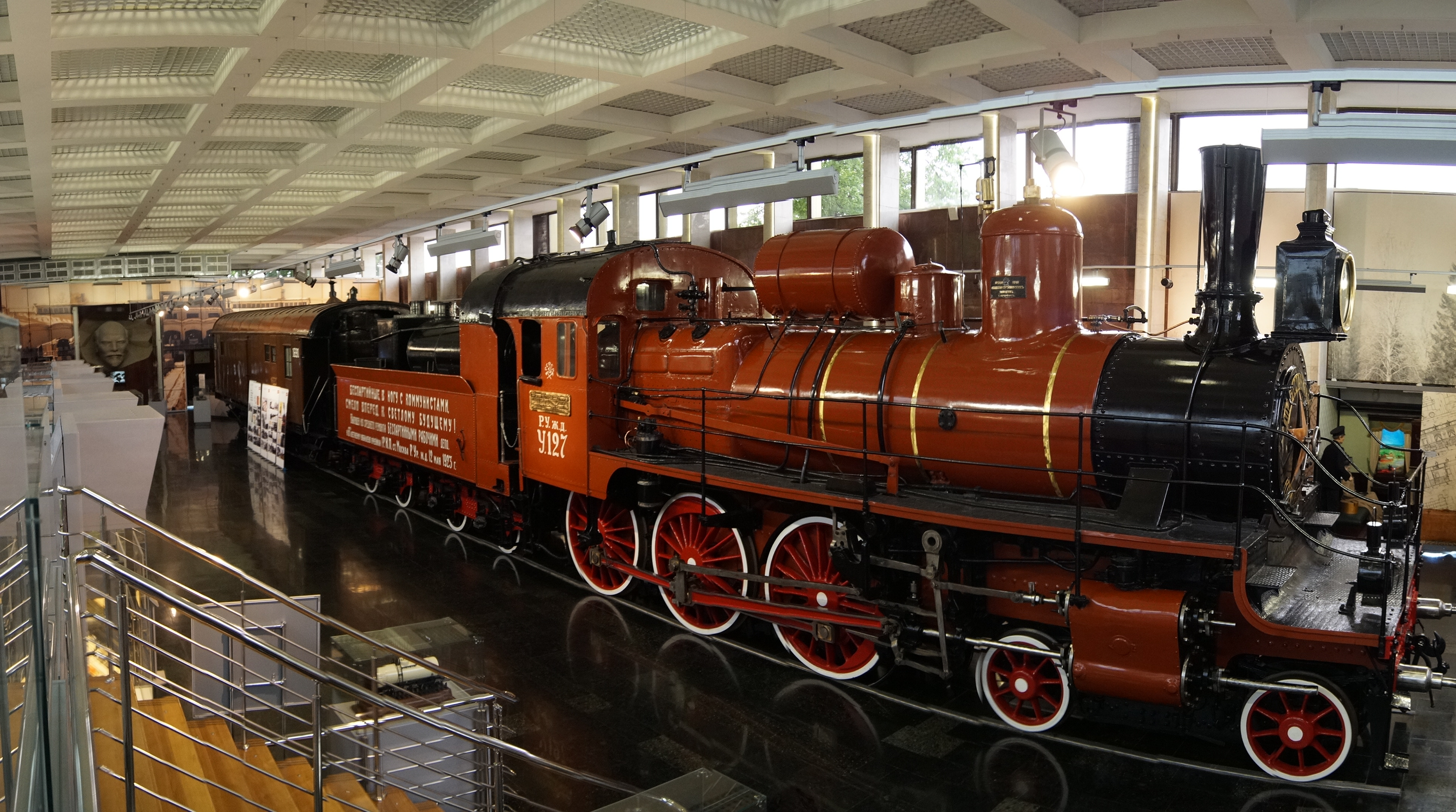
将列宁遗体自高尔基敬移莫斯科的专列（配备U-127 机车）
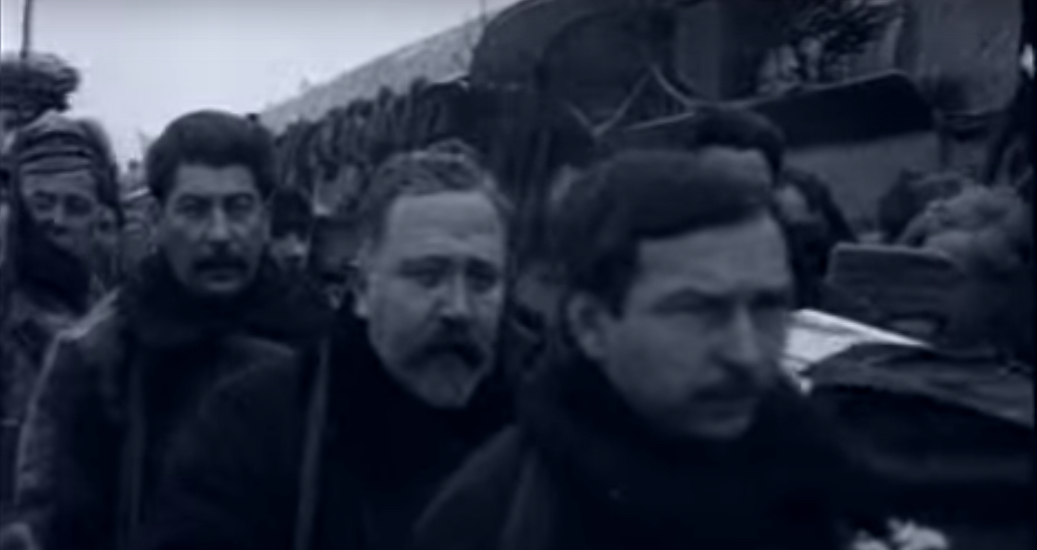
约瑟夫·斯大林、列夫·加米涅夫和米哈伊尔·托姆斯基抬着列宁的灵柩
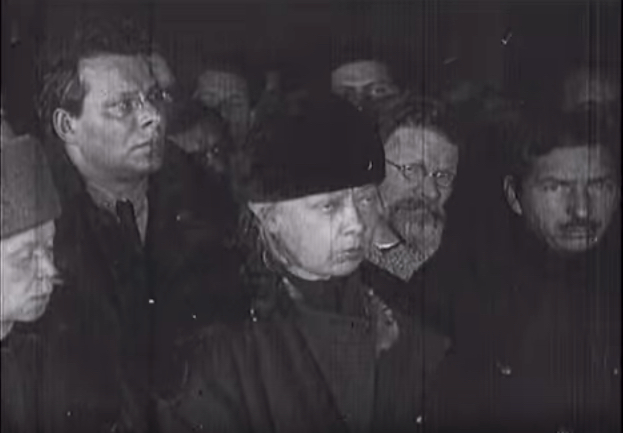
米哈伊尔·托姆斯基、米哈伊尔·加里宁、娜杰日达·克鲁普斯卡娅和雅尼斯·鲁祖塔克斯在列宁的葬礼上。
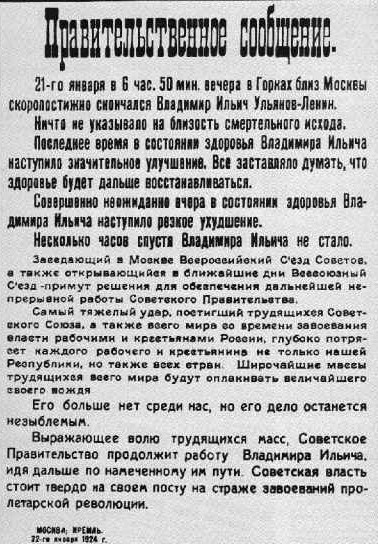
列宁讣告（1924年1月22日）